# 上新電機
上新電機株式会社（じょうしんでんき、英: Joshin Denki Co.,Ltd.）は、大阪市浪速区に本社を置く家電量販店を展開する企業。東証プライム市場（2022年3月までは東証1部）に上場。
「ジョーシン」（Joshin）の名称で店舗を展開。他に玩具店「キッズランド」を擁する。2018年3月時点で238店舗（関係会社 12含む）。

## 概要
淨弘信三郎（じょうぐ しんざぶろう）が、1934年（昭和9年）9月、木津配給所（現在の木津卸売市場）にて、上新の屋号の青果仲買商として創業したのがはじまり。
屋号の由来は、自身の姓名の「淨信」を、青果の上等で新鮮なイメージと、読みやすく覚えてもらいやすくの意味合いから「上新」に置き換えたもので、家電業と成った現在も「上質で新鮮な家電」の意味合いで上新の屋号が受け継がれている。
戦災により青果仲買商は廃業したが、戦後の1948年（昭和23年）に、ラジオパーツ販売を主体とする上新電機商会として再興する形で、家電業に進出。
後に家電量販店への業態変更を行い、後に大阪府内の郊外へも進出するなどチェーン展開を始めた。
その後、全国各地の地元家電量販店との提携によるフランチャイジー方式での全国展開を始め、後にフランチャイジーを解消したサンキューグループ等の一部の家電量販店は、その後も上新電機との業務提携を続け、やがてボイスネットワーク結成へと繋がったが、後にその関係も解消され、フランチャイジー協力会社と共に上新電機グループとして独立した動きを見せている。

## 沿革
- 1934年9月[4] - 淨弘信三郎により上新の屋号の青果仲買業として創業。戦災で廃業。
- 1934年12月18日 - 2代目社長である淨弘博光が生まれる。[注釈 1]
- 1948年5月 - 戦後、家電業進出に伴い、淨弘信三郎により大阪日本橋にて、上新電機商会として創業。
- 1950年2月 - 法人に改組、上新電機産業株式会社を設立。
- 1958年4月 - 上新電機株式会社に商号変更。大阪市浪速区北日東町に本社移転。
- 1959年5月 - 浪速区日本橋三丁目に本社移転。当時日本橋筋の一等地であり、信三郎の息子であった博光は、取得に心血を注いだ[2]。
- 1963年5月 - 衛星都市1号店、いばらき店（大阪府茨木市）を開店。
- 1968年5月 - 淨弘博光が社長に就任。
- 1972年9月 - 大阪証券取引所第二部に上場。
- 1976年8月 - 上新電機労働組合結成。
- 1980年8月 - 大阪証券取引所第一部に上場。
- 1981年12月 - パソコン専門店「J&P」の仕入れ先として日本ソフトバンクと契約。
- 1985年12月 - 東京証券取引所第一部に上場。
- 1988年1月 - 売上高1,000億円を突破。
- 1988年10月 - 上新電機50%・聯晴電器 (台湾) 50%各出資の合弁会社として、台湾に上新聯晴股份有限公司を設立。台湾に出店。
- 1989年7月1日 - 北陸地区に展開する家電量販店『サンキョー』が上新電機と提携し『三共ジョーシン』を設立、北陸地区に進出[5]。
- 1992年3月 - 売上高2,000億円を突破。
- 2002年 - 株式会社エディオン・上新電機株式会社・株式会社ミドリ電化・株式会社サンキュー・株式会社デンコードーの5社が業務提携し、ボイスネットワークを結成。
- 2004年10月4日 - ボイスネットワークを解消。
- 2006年3月 - 1999年から展開しはじめたpitONEブランドの店舗を随時Joshinブランドへ改装。
- 2007年3月 - 売上高3,000億円を突破。
- 2013年7月16日　大証と東証が統合されたため、大証1部から上場撤退。
- 2014年2月 - 「まごころリフォーム」事業を本格化。
- 2014年6月 - 経済産業省主催の製品安全対策優良企業表彰において新たに創設された「製品安全対策ゴールド企業」に認定される。
- 2015年7月 - 免税専門店「スーパーでんでんランド」を大阪・日本橋に開設。
- 2015年9月 - 家電販売業界としては初の「楽天スーパーポイント」の共通ポイントサービス。「Ｒポイントカード」で楽天株式会社と提携。
- 2015年10月 - ジョーシンクレジットカード会員さま向けの長期無料修理保証（５年間・保証対象商品２２品目）サービスを開始。
- 2016年5月 - 共通ポイントプログラム「ｄポイント」で、株式会社ＮＴＴドコモと加盟店契約を締結。
- 2017年1月 - 国内の大手小売業で初めて事業継続マネジメントシステムＩＳＯ２２３０１:2012を認証取得。
- 2018年2月 - 阪神タイガースオフィシャルスポンサーとして、「選手ヘルメット」「球団ユニフォーム袖」への当社ロゴ広告に加えて、「キャップ（帽子）広告」「球団ユニフォームズボン広告」を追加。
- 2018年5月 - 創業70周年。
- 2020年11月 - マザーピアをウエルシア薬局に譲渡し、ドラッグストアから撤退。
- 2023年5月 - 創業75周年。
- 2026年4月（予定） - 商号を株式会社Joshin変更予定[6]。

## 展開する店舗
2024年3月現在、以下の都道府県に出店している。
- 首都圏：埼玉県、千葉県、東京都、神奈川県、群馬県
- 中部：新潟県、岐阜県、静岡県、愛知県、富山県、石川県、福井県、長野県
- 関西：滋賀県、京都府、大阪府、兵庫県、奈良県、和歌山県、三重県
- 四国：徳島県

### ジョーシン
家庭電化製品全般
- 後述するJ&PやDISC・PIER、キッズランドを併設する店舗も地域の旗艦店を中心に存在する。
- 現行店舗については、ジョーシン::店舗情報を参照。
- 全店舗にてWAON・楽天Edy・iD・交通系電子マネー・PiTaPaが利用可能。

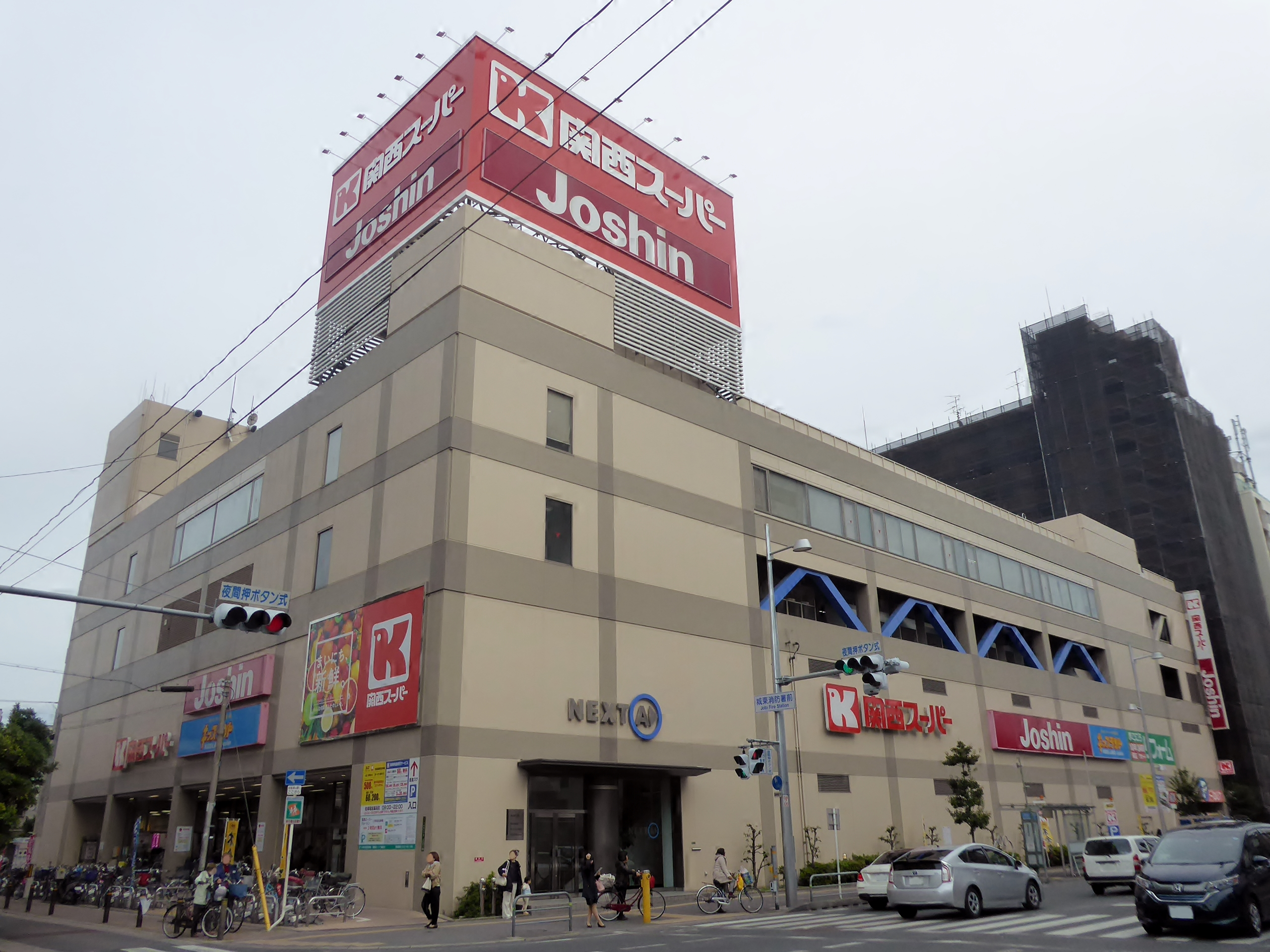
ジョーシン蒲生店 （大阪市城東区）
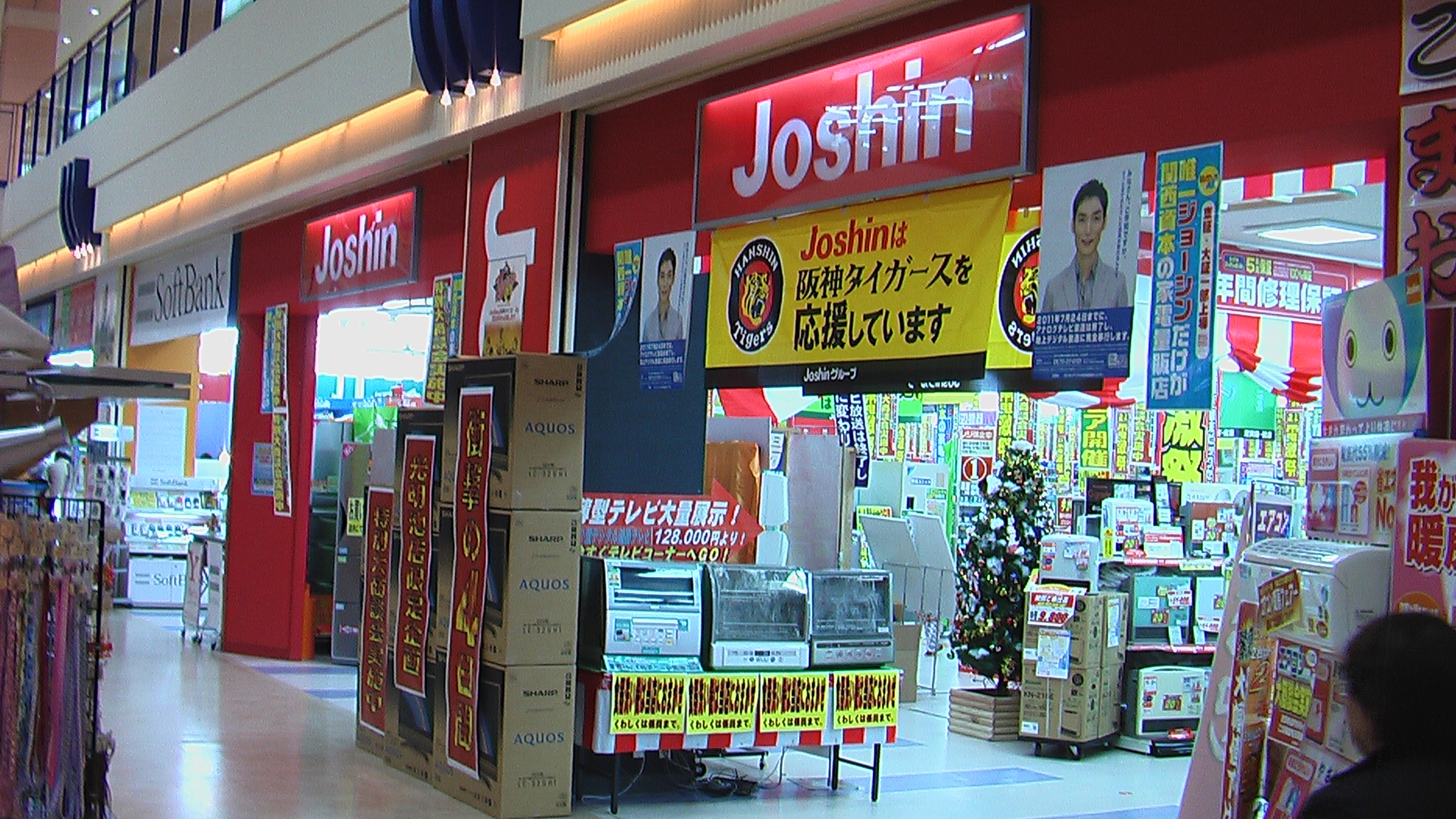
ジョーシン光明池店 （大阪府和泉市）
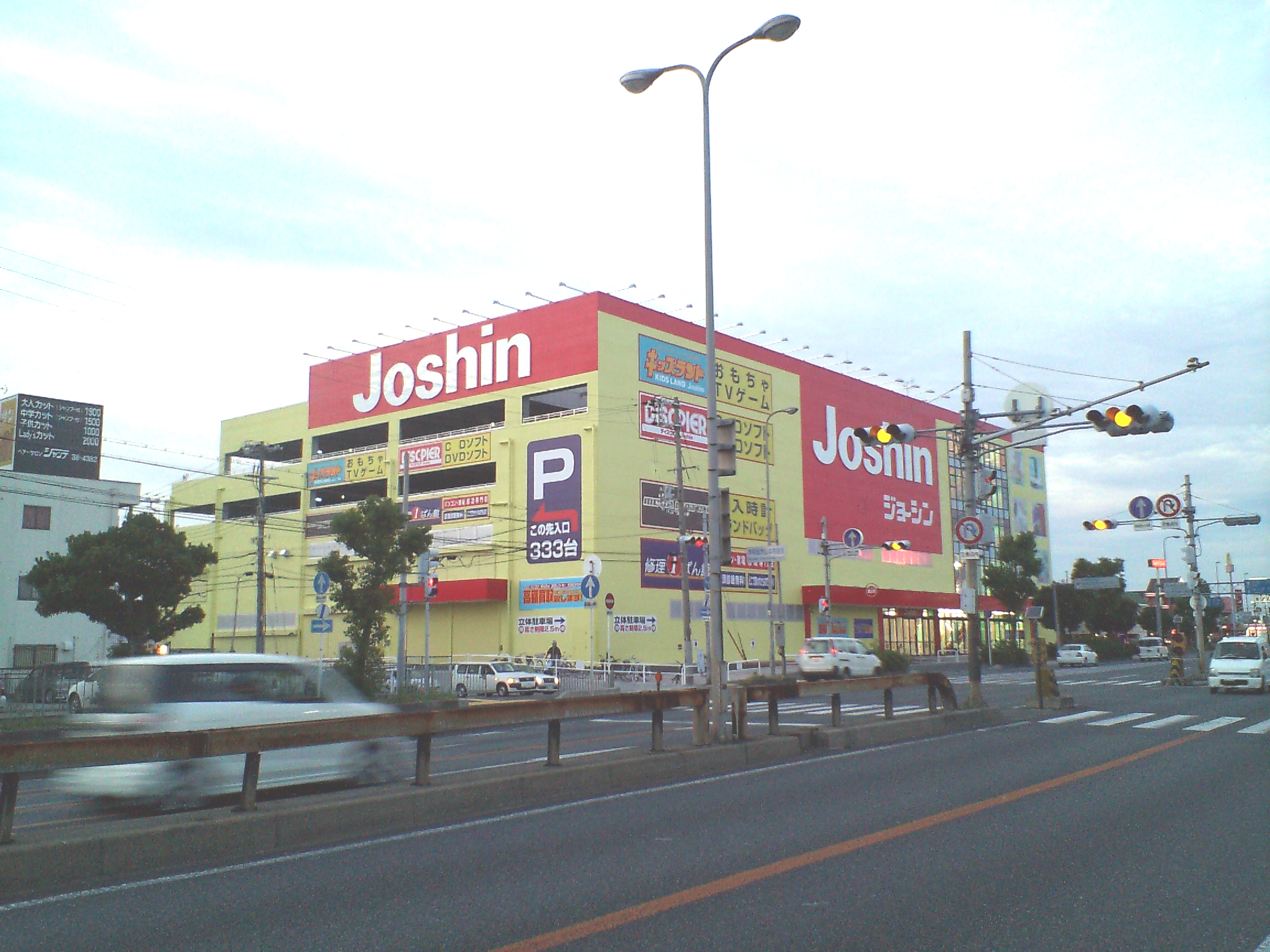
ジョーシン岸和田店 （大阪府岸和田市）
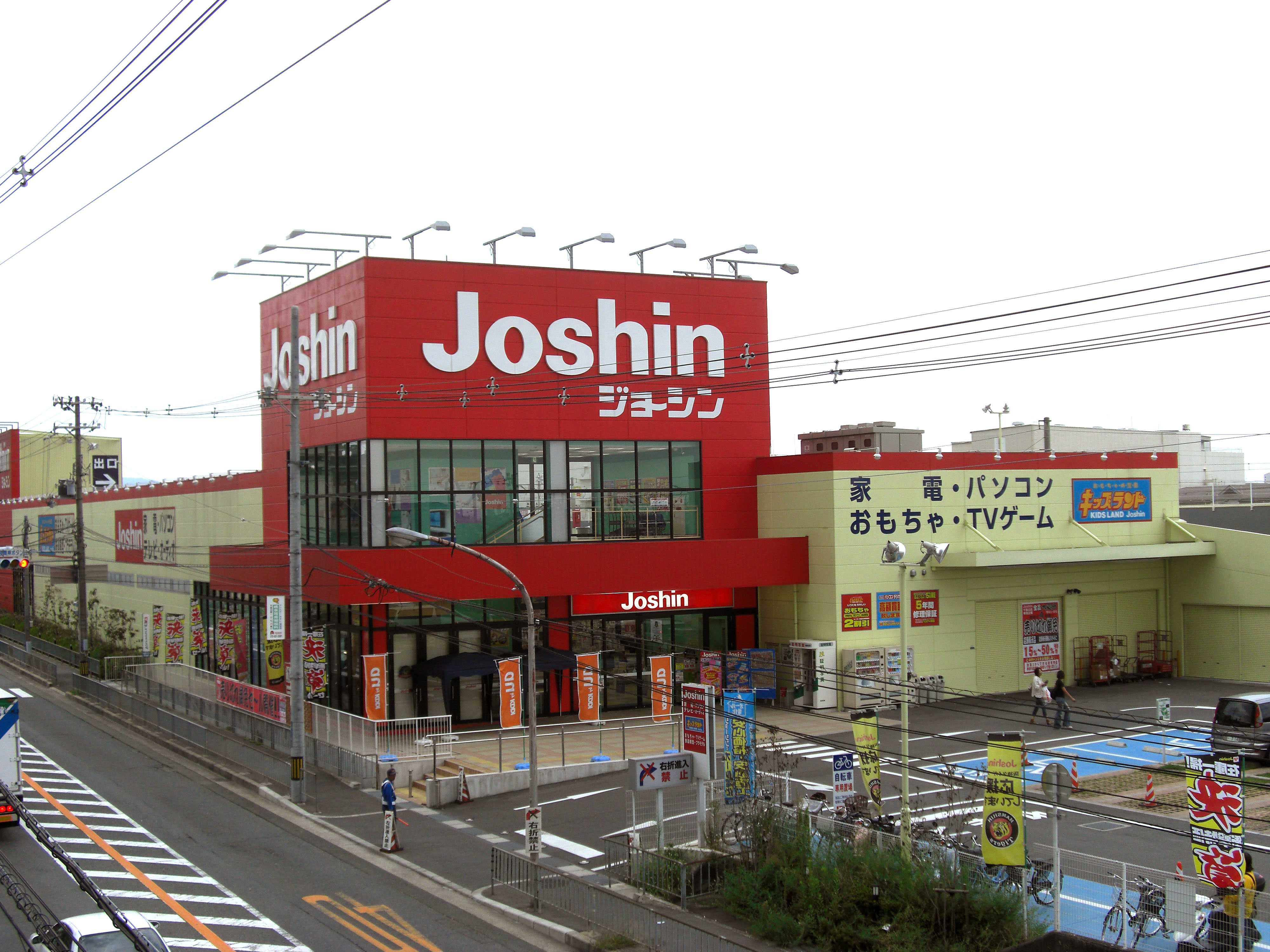
ジョーシン千里丘店 （大阪府吹田市）
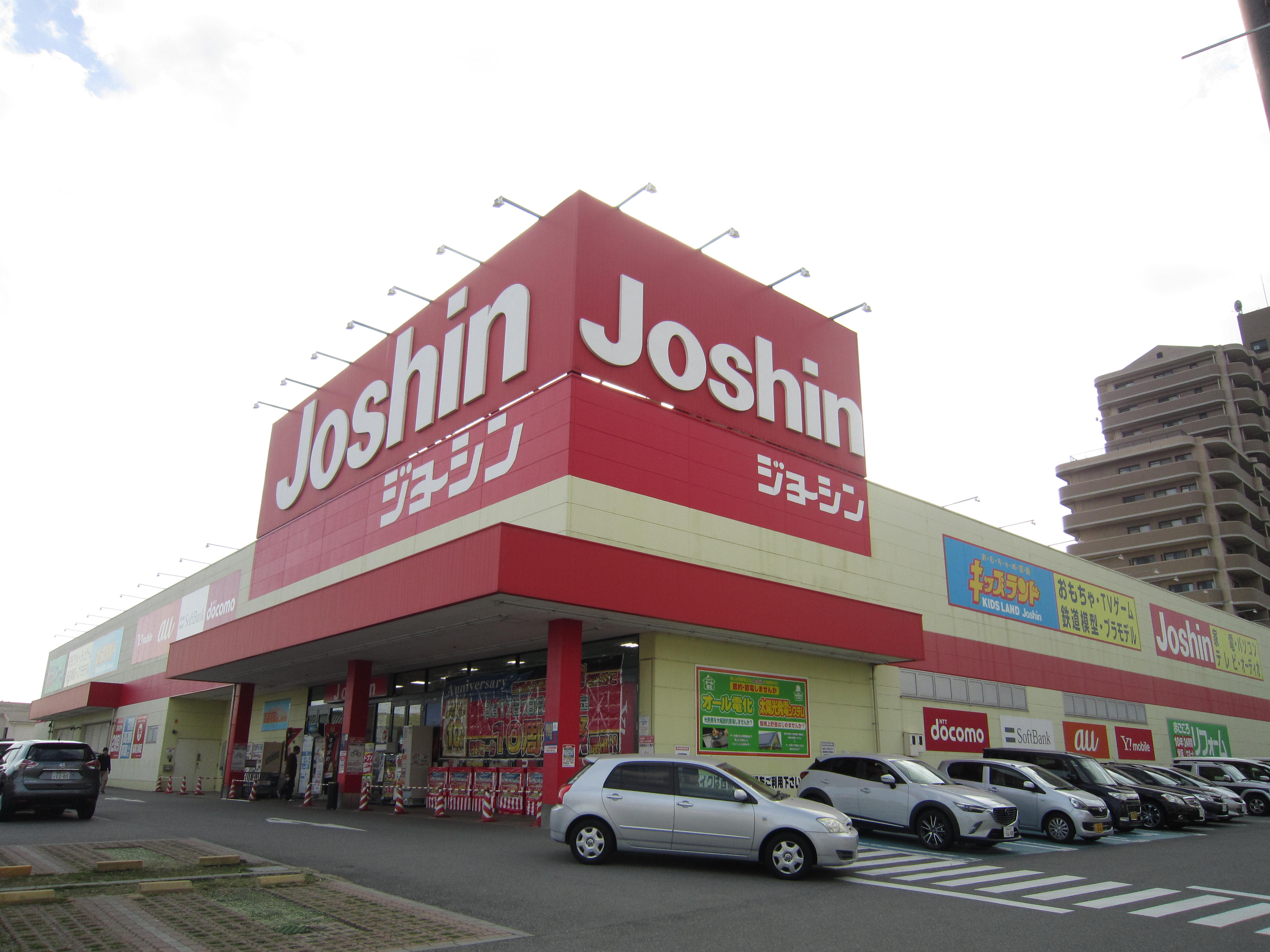
ジョーシン手柄店(兵庫県姫路市)
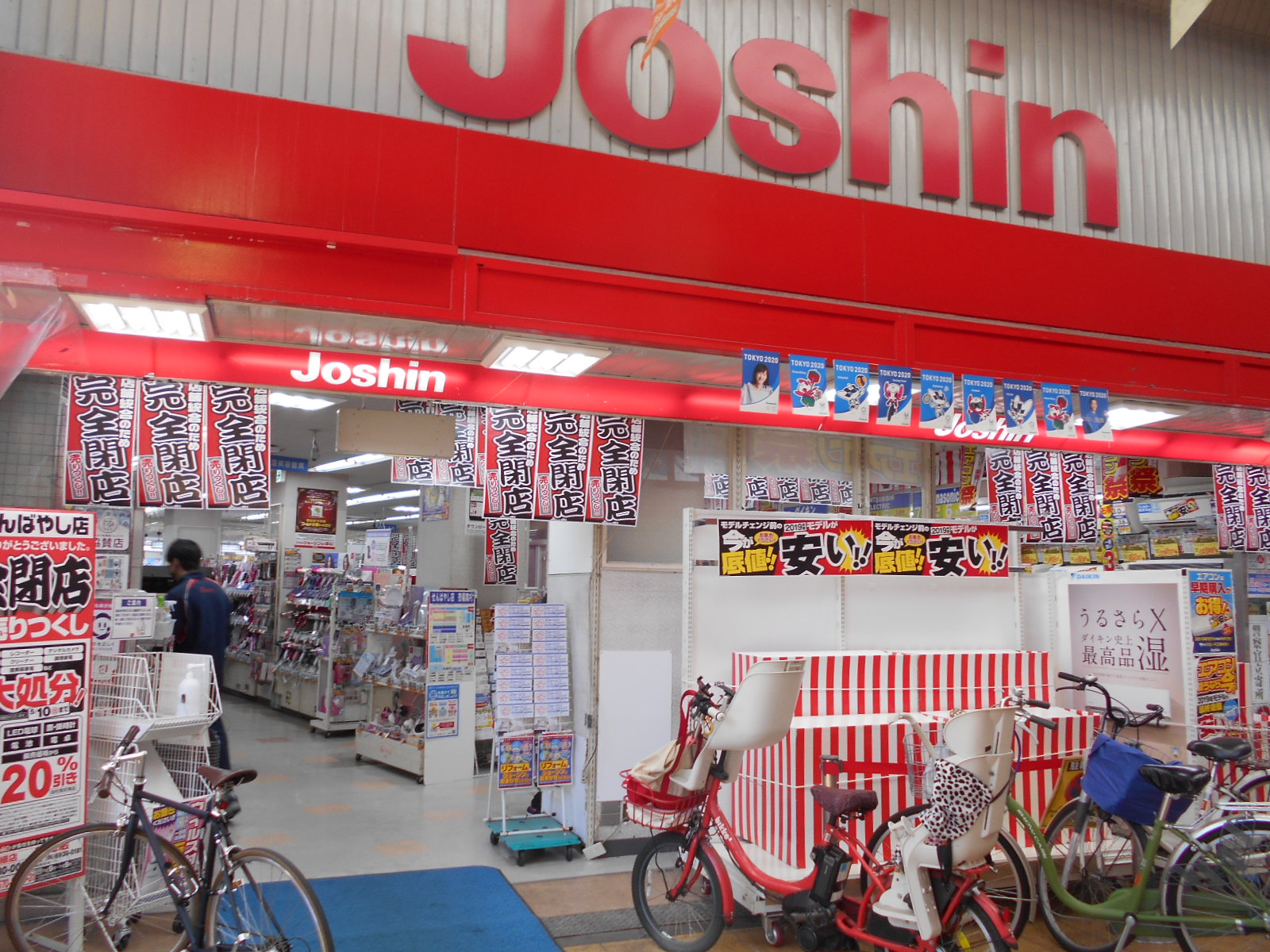
ジョーシンせんばやし店 （大阪市旭区、2020年5月10日閉店）

### J&P
パソコン関係専門

### キッズランド
玩具・各種模型・ゲーム関連商品専門店。下記はキッズランド専門店で、他にもロードサイド店舗を中心にキッズランドを併設したジョーシン店舗は多数ある。

### アウトレット
各地の店舗で売れ残った店頭展示品や型落ち品、流通在庫などの格安販売

## かつて存在した店舗
北海道
- J&P旭川パワーズ店 - 郊外型ショッピングセンター「旭川パワーズ」オープン時に開店。後に店舗をベスト電器に譲渡し、旭川地区から撤退。
- J&PパソメディアHAL（ハル）- 塚本マリオンビルに開店。後に撤退、ビルの通称名もH&Bプラザビルとなり、跡地はメディカルモールとなる。
- 丸井今井苫小牧店[8] - 丸井今井苫小牧店内。
- 長崎屋西帯広店 - 長崎屋西帯広店（現・MEGAドン・キホーテ西帯広店）1階に1997年3月14日開店。後にベスト電器に譲渡し撤退した（ベスト電器も2010年7月30日に閉店）。
- 北広島店
- 余市店
- 岩内店 - 2017年2月19日閉店

青森県
- サンワドー青森中央店 - サンワドー（のちのDCMサンワ、企業としては現・DCM）がフランチャイズで青森中央2号館にて営業していた。2016年1月22日閉店。

宮城県
- ヤオチュウカウボーイ店
- アウトレット塩釜店 - 2013年8月16日閉店
- アウトレット名取店 - 2013年2月17日閉店

山形県
- 山形嶋店 - 2021年3月21日閉店
- 米沢店 - 2021年3月7日閉店

埼玉県
- ひがしかわぐち店:現・浦和美園店 - 浦和美園店へ移転、イオン浦和美園ショッピングセンター (現:イオンモール浦和美園)敷地内で再オープン。
- 南浦和店
- 東松山店
- ラパーク蓮田店 - 2007年9月閉店
- 北あげお店
- ほんじょう店
- ふかや店
- 入間サイオス店
- はにゅう店（旧店）:現・羽生店（新店） - 羽生店（新店）へ移転、イオンモール羽生敷地内で再オープン。
- 北本店 - 2018年9月9日閉店
- こしがや店 - 2019年2月11日閉店
- 狭山イオン店 - 2023年1月31日閉店

千葉県
- 東鎌ケ谷店
- 大久保店
- 津田沼店
- Ｊ&P津田沼店
- 北習志野店
- 八日市場店
- 野田店
- 君津店
- 東金店
- 新習志野店 - 2014年6月22日閉店。スーパービバホーム新習志野店2階にあった。
- 八千代イズミヤ店 - 2016年5月13日閉店
- 流山店 - 2018年3月18日閉店

群馬県
- まえばし北店
- まえばし東店
- たかさき店
- いせさき店
- ふじおか店

栃木県
- おやま店
- あしかが店

東京都
- 亀戸店
- 小岩店
- 新小岩店
- 金町店 - 2006年4月16日閉店
- たちかわ店
- J&P八王子そごう店 - そごう八王子店に出店
- J&P新宿店
- J&P渋谷店
- J&P町田店
- ひがしやまと店
- 渋谷店（井門エンタープライズによるFC店舗）
- ムラウチジョーシン八王子本店（ムラウチ電気によるFC店舗）- 2017年2月26日閉店
- アウトレット三鷹店 - 2020年6月21日閉店
- 板橋前野店 - 2021年10月10日閉店。跡地には2022年5月26日にノジマ板橋前野町店が開店した。

神奈川県
- 相模原店
- 湘南台店
- 海老名店:現・相模原小山店 - 港北ニュータウン店との統廃合と相模原小山店への移転に伴い閉店。
- 港北ニュータウン店:現・相模原小山店 - 海老名店との統廃合と相模原小山店への移転に伴い閉店[注釈 2]。
- J&P本厚木店
- J&P横浜店
- J&P綱島店

新潟県
- 新潟東店
- にいがた1ばん館
- 新潟南店
- 新潟西店
- さんじょう店（旧店）:現・燕三条店（新店） - よしだ店との統廃合と燕三条店（新店）へ移転、再オープン。
- よしだ店:現・燕三条店（新店） - さんじょう店（旧店）との統廃合と燕三条店（新店）への移転に伴い閉店。
- 小千谷店
- 糸魚川店
- 長岡川崎店 - 2017年2月19日閉店

富山県
- かけお店:現・富山南店（新店） - 富山店との統廃合と富山南店（新店）への移転に伴い閉店。
- J&P富山店（旧店）:現・富山南店（新店） - 富山南店（新店）として業態変更。
- とやま南店（旧店）:現・富山本店（新店） - 富山南店（新店）開店に伴い富山本店（新店）として業態変更。
- しんみなと店:現・高岡店 - 高岡店との統廃合に伴い閉店。
- うおづ店（旧店）:黒部アピタ店→現・魚津店（新店） - 黒部アピタ店との統廃合に伴い閉店。2015年5月29日に黒部アピタ店の店舗機能を魚津市内の江口に移転（事実上の再出店）。[9][10]
- 黒部アピタ店：前述の通り魚津店に店舗機能を移転するため閉店。
- なめりかわ店:うおづ店（旧店）との統廃合に伴い閉店。
- こずき店
- とよた店

石川県
- 元町店:現・金沢本店 - 金沢本店へ移転、イオン金沢示野ショッピングセンター (現:イオンタウン金沢示野)敷地内で再オープン。
- 七尾店:現・鹿島店 - 鹿島店へ移転、アルプラザ鹿島店敷地内で再オープン。
- 金沢かさまい店
- J&P金沢店
- いりえ店
- かが店（旧店） - 新規に加賀店としてイオン加賀の里ショッピングセンター敷地内で再オープン。
- まっとう店
- 西金沢店 - 西金沢駅近くの日本たばこ産業金沢工場跡地に2015年に出店するも、2018年8月19日で閉店[11]。
- 野々市店

福井県
- 福井二の宮店（サンキューFC） - 三共ジョーシン進出による春江店開店に伴い閉店。
- 春江店:現・福井本店 - 福井本店への統廃合に伴い閉店。

静岡県
- 浜松1ばん館 - スーパーキッズランド浜松として業態転換。
- スーパーキッズランド浜松店 - 2006年5月14日閉店。

岐阜県
- 瑞浪店
- いまわたり店
- 大垣店（旧店）:現・大垣店（新店） -大垣店（新店）へ移転、 イオン大垣ショッピングセンター (現:イオンモール大垣)敷地内で再オープン。
- 平田店

愛知県
- 大高店（旧店）:現・大高店（新店） - 大高店（新店）へ移転、イオン大高ショッピングセンター (現:イオンモール大高)敷地内で再オープン。
- 日進香久山店（旧店）:現・アピタ長久手店（新店）-アピタ長久手店（新店）へ2017年に移転オープン。
- こまき店（旧店）：現・小牧店（新店） - 一度は撤退したが、2013年7月に再進出。
- 御器所店
- 師勝店
- 昭和橋通店
- 高針店
- 豊明店
- とよはし店
- 長久手店
- 鳴海店（旧店）:現・鳴海店（新店） - 鳴海店（新店）へ移転、なるぱーく敷地内で再オープン。
- 西尾店「現・ペットエキスポ西尾店」
- ひがしうら店
- J&P大須店:現・キッズランド大須店 - キッズランド（ホビー専門）へ業態変更。
- アクロス豊川店 - アクロス豊川の建て替えのため2017年4月19日閉店。跡地に開業したクロスモール豊川に再出店。
- 名古屋みなとイオンモール店 - イオンモール名古屋みなとの閉店により2021年2月28日閉店。
- 鳴海店 - 2023年1月22日閉店

滋賀県
- にしおおつ店（旧店）:現・西大津店（新店） - 西大津店（新店）へ移転、再オープン。
- 瀬田店 : 現・草津イオンモール店 - パワーセンター大津敷地内より草津イオンモール店へ移転、イオンモール草津敷地内で再オープン。
- 堅田店 : 堅田アル・プラザ店の開店により2018年10月21日閉店。
- 近江八幡店：現・近江八幡イオン店 - 近江八幡サウスモール敷地内からイオン近江八幡ショッピングセンター敷地内に移転オープンのため2022年4月3日閉店。

奈良県
- 郡山店（旧店）:現・郡山店（新店） - 郡山店（新店）へ移転、再オープン。
- 高の原店
- 学園南店
- さいだいじ店
- 八木店:現・田原本店 - 田原本店との統廃合に伴い閉店。
- ひがしいこま店（旧店）:現・東生駒店（新店） - 東生駒店（新店）へ移転、再オープン。
- しんおおみや店 - 業態転換でドラッグストア業態のマザーピア新大宮店へ変更。
- かしはら店（旧店、現橿原店は別）:- 桜井店（旧店）へ移転、再オープン。
- 桜井店（旧店）:桜井店（新店）へ移転、再オープン。
- 奈良1ばん館奈良店:現・奈良店 - 奈良店への統廃合に伴い閉店。
- 大和高田店（旧店、現大和高田店は別）:現・新庄店 - 新庄店へ移転、再オープン。
- たわらもと店（旧店）:旧・J&p田原本店（新店） - 田原本店（新店）へ移転、再オープン。
- J&P田原本店（新店）
- おしくま店:現・登美ヶ丘店 - 学園前店との統廃合と登美ヶ丘店へ移転、イオン奈良登美ヶ丘ショッピングセンター (現:イオンモール奈良登美ヶ丘)敷地内で再オープン。
- 学園前店:現・登美ヶ丘店 - おくしま店との統廃合に伴い閉店。
- 王寺店:現・モバイル王寺店 - モバイル専門店へ業態変更。
- マザーピア新大宮店 - 2020年10月25日閉店。ウエルシアへ譲渡。

大阪府
- 南店
- 北店
- 日本橋本店 - 日本橋5ばん館へ転換。
- 日本橋1ばん館 - 日本橋店へ統合のため2020年11月3日閉店。
- 日本橋2ばん館 - 難波店との統廃合に伴い2003年9月23日閉店[12]。[注釈 3]跡地はメガウォッチ館となった。
- 日本橋3ばん館 - 2005年閉店。
- 日本橋5ばん館 - 2006年頃にスーパーキッズランド本店に転換。
- 日本橋7ばん館 - 2003年12月閉店[13]。「山中ビル」に入居していた。
- 日本橋8ばん館 - 2005年2月6日閉店[14]。解体後、跡地はマンション。
- メガウォッチ館
- 日本橋もりや館 - ゲームデポへ業態転換。
- ゲームデポ - GUNDAM'sに業態転換。
- GUNDAM's - 後にスーパーキッズランドキャラクター館へ業態転換。
- スーパーキッズランドキャラクター館 - スーパーキッズランド本店へ統合のため2020年11月23日閉店。

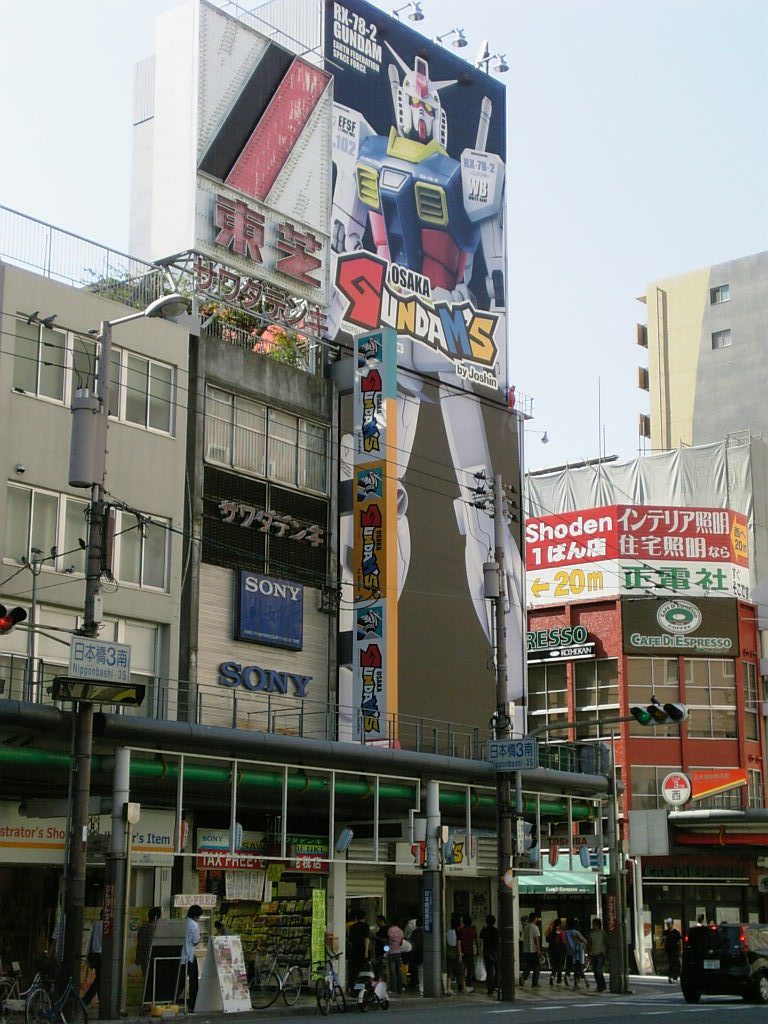
GUNDAM's

- スーパーキッズランド日本橋店 - 本店との統廃合に伴い閉店。
- ジェイホビー
- スーパーでんでんランド - 外国人観光客向けの免税店として「DISC J.J.日本橋メガストア」跡に居抜き出店させたが、2020年に新型コロナウイルスの流行により外国人観光客が激減し同年4月30日に閉店した。
- J&Pメディアランド - スーパーキッズランド日本橋店に業態変更[注釈 4]。
- J&Pテクノランド - 通常のジョーシンへ業態転換のため2020年11月1日閉店。
- J&Pシステムランド - 2001年にJ&Pインターネット館に改称後難波店に業態変更。
- J&Pコスモランド - J&Pシステムランドに改称後閉店。
- J&PUSランド - テレステーション日本橋店に業態変更。
- J&Pビジネスランド
- テレステーション大阪中央店
- テレステーション日本橋店
- ディスクピア梅田店 - 2004年9月に閉店
- ディスクピア日本橋店 - 日本橋店へ統合のため2020年10月25日閉店（2022年11月5日、跡地に建て替えオープンした日本橋店内に併設）

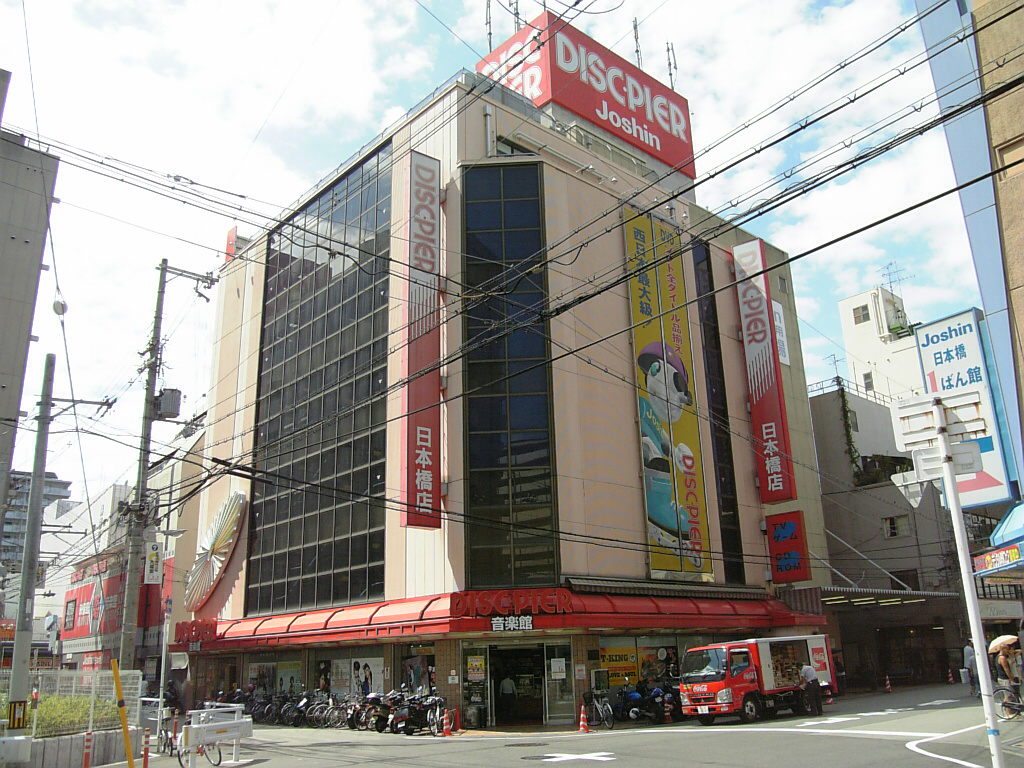
ディスクピア日本橋店

- X'CIT日本橋店 - 2003年9月に閉店、隣のディスクピアに吸収されディスクピア日本橋店音楽館となる。元からのディスクピア日本橋店は映像館となる。
- X'CIT難波店
- X'CIT梅田店 - 2001年5月に閉店、ディスクピア梅田店に業態変更
- デジタルコンビニ難波店
- 難波店
- 京橋店
- すみのどう店
- 阪急三番街店
- 江坂店
- アウトレット千里中央店
- ながよし店:現・平野うりわり店 - 平野店との統廃合に伴い閉店。
- 平野店:現・平野うりわり店 - ながよし店と統廃合、平野うりわり店として移転、再オープン。
- あびこ店
- ねやがわ店 - ドラッグストア業態のマザーピア寝屋川店へ業態転換された後、現・ウエルシア寝屋川緑町店。
- 瓢箪山店
- 狭山店
- 泉北パンジョ店
- 北野田店
- 和泉中央店:現・光明池店 - 光明池店へ移転、コムボックス コウミョウイケ敷地内で再オープン。
- 和泉府中店:現・高石店 - 高石店との統廃合に伴い閉店。跡地はドラッグストア業態のマザーピアへ業態転換。
- アウトレット泉佐野店 - いずみさの店として開店、後にアウトレットに業態転換後、後に閉店。
- おざき店
- 貝塚店:現・岸和田店 - 岸和田店との統廃合に伴い閉店。
- まつばら店
- 八尾店
- アウトレット河内長野店 -  河内長野店として開店。アウトレットに業態転換後、2013年5月31日から再度「ジョーシン河内長野店」として営業。
- いばらき店 - 2019年10月22日閉店
- 南いばらき店 - 2019年10月22日閉店
- ホームズ寝屋川店 - 2020年3月29日閉店
- せんばやし店 - 2020年5月10日閉店
- 緑地公園店 - 2020年8月31日閉店
- マザーピア和泉府中店 - 2020年10月25日閉店。ウエルシアへ譲渡。
- マザーピア津久野店 - 2020年10月25日閉店。ウエルシアへ譲渡。
- マザーピア深井店 - 2020年10月25日閉店。ウエルシアへ譲渡。
- マザーピア寝屋川店 - 2020年10月25日閉店。ウエルシアへ譲渡。
- マザーピア西岩田店 - 2020年10月25日閉店。ウエルシアへ譲渡。

京都府
- 京都近鉄店 - 「プラッツ近鉄」への転換前、京都近鉄百貨店京都店に入居。当初は丸物との合弁「丸物上新電機」運営だった。
  - 現・京都ヨドバシ
  - この名残で近鉄百貨店は当社の株主だが[15]、あべのハルカス近鉄本店や上本町店には同業のエディオンが出店している。
- J&P京都寺町店 - スーパーキッズランド京都店に業態転換。
- スーパーキッズランド京都店 - 京都1番館へ統合のため閉店。
- 福知山はぜ宮町店 - 2010年8月閉店
- 西舞鶴店 - 2014年8月閉店
- 福知山東店 - 2015年4月閉店
- 丹後大宮店 - 2015年7月12日閉店
- 大久保バイパス店 - 2017年10月22日閉店
- 東舞鶴店 - 2018年閉店
- ながおか店 - 2020年9月13日閉店

兵庫県
- 甲子園店:現・西宮今津店 - 西宮今津店へ移転、再オープン。
- 川西店:現・伊丹店 - 伊丹店（旧店）との統廃合と伊丹店（新店）への移転に伴い閉店。
- 伊丹店（旧店）:現・伊丹店（新店）- 川西店との統廃合と伊丹店（新店）へ移転、2011年3月にイオン伊丹昆陽ショッピングセンター (現:イオンモール伊丹昆陽)敷地内で再オープン。
- 三田店（旧店）:現・三田店（新店） - 三田店（新店）へ移転、マックスバリュ三田店敷地内で再オープン。
- 大蔵谷店:現・CCC大蔵谷店
- 名谷店
- 須磨店
- 西明石店
- 大久保店（旧店） - 新規に明石大久保店としてイオン明石ショッピングセンター敷地内で再オープン。
- 加古川店:現・CCC加古川店
- 姫路店:現・CCC姫路店
- 太子店（旧店）
- J&P姫路店
- 加古川サティ店
- 尼崎三和店
- 南塚口店 - 現・兵庫スバル尼崎店
- 星陵台店
- 姫路広畑店 - 2019年6月2日閉店
- 灘店 - 2022年5月5日コープリビング甲南店へ移転のため閉店。
- 竜野イオン店 - 2022年10月31日閉店。

和歌山県
- J&P和歌山店
- アウトレット和歌山店
- コバヤカワぶらくり丁店（コバヤカワFC）
- コバヤカワおおうら店（コバヤカワFC）
- コバヤカワ海南店（コバヤカワFC）:現・海南店 - ジョーシン本社直営に業態変更。

岡山県
- アリオ倉敷店 - 2021年1月11日閉店
- 岡山岡南店 - 2021年1月31日閉店

福岡県
- 太宰府店
- ビッグウェイ新宮店
- ウィズユー店

佐賀県
- ビッグウェイ鳥栖店

長崎県
- ビッグウェイ大村店[注釈 5]

熊本県
- ビッグウェイ東バイパス店
- ビッグウェイ八代店
- ビッグウェイ荒尾店
- 武蔵ケ丘店
- ビッグウェイ南熊本店
- 菊南店
- 阿蘇店
- 鏡店
- クリスタルモールはません店

※「」内は、同業他社。

## 過去に展開していた店舗
- X'CIT （写真関連、ヨドバシカメラとの提携店舗）
- 河口無線 （高級オーディオ専門店。経営権を久保哲夫（クボテック社長）に売却、グループから離脱）
- pit ONE (前述)
- メガウォッチ（時計専門店。現在は単独店舗としてではなく、店舗内コーナーとして存在）
- テレステーション（携帯電話専門店）
- マザーピア（医薬品・食料品・生活雑貨。現在は単独店舗は先述の通りウエルシア薬局に譲渡され、店舗内コーナーとしてのみ存在）
- DISC・PIER（音楽・映像ソフト・家庭用ゲーム機及びゲームソフト。2023年現在単独での店舗はなし、DISC・PIER併設のジョーシン店舗がある）

## 特徴

### 「唯一の関西資本」
関西を創業地とする関西資本の家電量販店が次々に経営破綻や同業他社の傘下に入る中、今日まで独立を保って来たため、唯一の関西資本を自称している。
キョウデングループ企業の中川無線電機（現：ユートピアキャピタル）が営業する家電量販店「ナカヌキヤ」を関西企業であるエスケイジャパンに売却したため、上新が唯一の関西資本の家電量販店とはいえない時期があったが、2008年3月末をもってナカヌキヤが家電販売から撤退し、2013年2月末をもって全店閉鎖となったため、現在は唯一の関西発祥の関西資本となっている。

### 店舗展開
本社のある日本橋（にっぽんばし）はもとより、幹線道路沿いのロードサイドを中心に展開している。近年では出店費用も抑えることができて、売上も期待できるイオンモールやアリオなどの商業施設にテナントとして出店するケースも増えてきている。
かつてはFC店も含め、北海道・青森県・宮城県・山形県・栃木県・岡山県・福岡県・佐賀県・長崎県・熊本県に出店していたことがあったが全て撤退している。
日本橋では近隣の店舗（ヤマダ電機、ヨドバシカメラ、ビックカメラ、エディオン）との競合がロードサイド以上に激しく、家電系・パソコン系（J&P）の売り上げが落ち込む一方で、あまり競合に絡まない趣味系（キッズランド他）では好調である。また「エコロジー」を経営の重要事項として実践しており、本社ビルでは国際規格「ISO14001認証」を取得、また同屋上に緑化庭園「ジェイ・ガーデン」を実施している。店舗においては、駐車場に車を停めて降り立った瞬間からお客様を迎えようという姿勢から、緑化駐車場「ジェイ-ecoパーキング」を導入。新店舗、既存店舗を問わず条件にあった順に実施し、CSRの一環として環境配慮型企業を広くアピールしている。

### キッズランドの展開
同業他社よりも早い時期の1980年代初頭よりホビー関連に目を付け、日本橋のジョーシン既存店の一部のブースを改装して、玩具や鉄道模型、プラモデルを主体とした玩具販売部門に進出した。
1988年の郡山インター店（奈良県）を皮切りに、郊外型の店舗でもインショップ業態の玩具・ホビー専門店「キッズランド」を併設開始。定価での販売が中心だった鉄道模型において、キッズランドでは常時定価の20％引きを実現。多くのモデラーなどの支持を得て以来、殆どの店舗にキッズランドを併設するようになった。その後、他所の家電量販店も追随したが、同様に力を入れているのはエイデン→エディオン（ネバーランド）程度であり、ジョーシンほどの拡大を見せていない。
尚、通販ネットショップ「Joshin web」でもキッズランドの名称こそ無いが鉄道模型などのホビーに力を入れ、こちらも遠方でジョーシンの店舗や近くに模型店が無い人の拠り所となっている。
- プレイステーションとのコラボレーション

2007年7月5日 - 8月31日、プレイステーション3専用ソフト「ぼくのなつやすみ3 -北国編- 小さなボクの大草原」用に、PLAYSTATION Storeにて「Joshin・ロゴ入りオリジナルT-シャツ」を無料配信。

## テレビ番組
- 日経スペシャル ガイアの夜明け “激動 流通サバイバル”第3回 拡大するアウトレット（2007年9月25日、テレビ東京）[16]。- アウトレット商法を取材。

## 広告宣伝

### CMソング
- かつては天地総子の歌う「緑の車でこんにちは!」が長らく使われていた。この歌は非売品のソノシートが作られ、販促のために数多く配布されたため、特に関西地方では一定年齢以上の人にとっては記憶に残る歌となっている。

- 一時期、大阪・日本橋でんでんタウンほかに店舗のあった直営カメラ専門店「X'cit」（エキサイト）のCMソングにヨドバシカメラと同じ「リパブリック讃歌」の替え歌を使用していたことがあった。これはカメラ販売を始めるに当たりノウハウをつかむため、当時関西には出店しておらず競合関係の薄かったヨドバシカメラと提携したことによるもので、曲のアレンジおよび歌手（ポプラ）も当時ヨドバシカメラで使用されていたものと同じである。ヨドバシカメラとの提携解消と「X'cit」業態の終息に伴い、使用されなくなった。

- 1992年以降、CMソングはWINDS（和歌山県を中心に関西で活動するグループでw-inds.とは無関係）の「情熱をなくさないで(Joshin ver.)」を使用している。
  - 上新電機からのCMソングの依頼を受け、「情熱をなくさないで」・「情熱をなくさないで(Joshin ver.)」が作られていたが、所属していた日本クラウンの担当ディレクターの意向により、歌詞を再編し再レコーディングをした「冗談じゃないぜ」（WINDSのシングル「冗談じゃないぜ」(1992年8月21日発売)に収録）が先に発売された[17]。
  - 「情熱をなくさないで」はアルバム『ウインズ3rd』（1995年8月21日発売）やベストアルバム『ウインズBEST』（2001年11月1日発売）などに収録されている。
  - 「情熱をなくさないで(Joshin ver.)」は、2010年11月27日発売のウインズのアルバム「ウインズCM＆テーマソング集」に、ウインズとして再結成後に再レコーディングしたものが収録されている。
  - 2020年よりNMB48（渋谷凪咲、白間美瑠、山本彩加）がCMキャラクターとして出演することになり、CMでは渋谷・白間・山本の三人がカヴァーした曲を披露している。2021年は白間、山本に代わり梅山恋和、小嶋花梨が出演する。更に2022年は、渋谷、小嶋は続投するが、梅山に代わって渋谷と同じ4期生で3月27日に開票した選抜総選挙で1位に輝いた川上千尋がバトルで出演権を獲得し加わった。2023年は3人に加えて、塩月希依音・平山真衣・坂田心咲が加わり、6人体制となった。2024年からは、渋谷（前年にグループを卒業）と坂田に代わって、上西怜と坂下真心が出演。

### 阪神タイガースのスポンサー企業
2003年より阪神タイガースのスポンサーとなり、阪神主催試合での各選手の被るヘルメットに「Joshin」のロゴが入るようになった。翌年からは同じく阪神主催試合での各選手のユニフォームの右袖にも入れられるようになり、関西以外で展開している地域での上新電機の知名度が格段に向上した。なお、ヘルメットのロゴシールと袖のロゴワッペンは店舗で購入することが出来る。今岡誠、赤星憲広、矢野燿大各選手（2008年はこの3名に加え、藤川球児が参加。2009年は、藤川が続投し、今岡・矢野に代わって新井貴浩、鳥谷敬の3選手となった）が同社のCMに出演している他、店舗内で「阪神タイガースの歌」が流れていることや、従業員が阪神のユニフォームを模した縦じまのはっぴを着用していること、各種阪神タイガースデザインの商品（ノートパソコンなど）やグッズの販売を行っていること、一部購入者特典として、グッズや阪神戦チケットのプレゼントを行っていることなども、その象徴である。なお、同球団がセ・リーグ優勝した際並びに日本シリーズ優勝（日本一）した際は全店舗にて優勝セールを開催している。阪神主催試合では社長が始球式を行うことがある。
なお、この関係で、競合店であるビックカメラ（なんば店およびJR京都駅店）は、阪神ではなくオリックス・バファローズを応援する立場を取り、同球団主催試合の観戦チケットプレゼントなどを実施している。またエディオンでは中部地方では中日ドラゴンズ、中国地方では広島東洋カープ、九州地方では福岡ソフトバンクホークスを応援しているが関西地方では野球にちなんだ販促企画を行っていない。

2013年には、阪神球団との間で、球団史上初のオフィシャルスポンサー契約を締結。イメージキャラクターを務める阪神の選手も、能見篤史、新井良太（貴浩の実弟）、伊藤隼太の3名に代わった。なお、2014年および2015年のイメージキャラクターには、能見（兵庫県出身）、西岡剛、藤浪晋太郎（いずれも大阪府出身）を起用。当社の地盤である関西地方出身の選手が、当社のCMで初めて揃うことになった。2016年は藤浪、上本博紀、梅野隆太郎が、2017年は梅野に代わり岩貞祐太が務めた。2018年からは上本、岩貞と秋山拓巳が務めた。2020年からは梅野と糸原健斗が務めた。2021年以降は阪神の選手は起用されていない。

### 提供番組

#### テレビ番組
- スーパーベースボール（ABC） - 夏季を除く日曜日の甲子園でのデーゲーム中継のみ。リプレー時のロゴも掲出。
- 虎バン（ABC、番組と連動したキャンペーンを展開することもある）
- FNNスーパーニュースアンカー（関西テレビ・水曜日18時台）
- 朝のこども劇場シリーズ（テレビ大阪で平日8:00 - 9:00まで（祝日等は特別な理由でない限り10:00まで）
- おはスタ（テレビ大阪（テレビ東京制作）・毎週木曜（第1部）と毎週金曜（第2部））
- @あっと!テレわか（テレビ和歌山・金曜 18:00 - 19:25）
- MBSベースボールパーク（MBSラジオ） - 全国ネットとなる中継を除き、他球場速報では「Joshin提供 MBSナイター速報」として伝える場合がある。
- サンテレビボックス席
- 熱血!タイガース党（サンテレビ） - プロ野球シーズンオフ期間中に放送。視聴者向けのプレゼントを提供したり、店舗を紹介したりすることもある。
- エキスプレス ザ・ムービー（KBS京都） - 一社提供番組だが、2010年春より提供クレジットの表示を廃止（事実上PT扱いとして放送）。番組最後に上新電機DISC・PIERによるDVDプレゼント告知も行う。
- 谷口な夜→谷口イズム→谷口イズムG（KBS京都）
- KBS京都エキサイトナイター（2008年まで）
- ポケットモンスター XY（KBS京都）
- だったらJoshin.TV もしもしショッピング
- ももクロChan〜Momoiro Clover Z Channel〜（サンテレビ、KBS京都）

#### ラジオ番組
- PEACE!（エフエム大阪、水曜9時27分頃『Joshin QP』、DJ:KOJI）
- ReSIZE（エフエム大阪、水曜21時 - 21時55分、DJ:KOJI）
- Saturday Morning Café supported by Joshin（エフエム大阪、土曜9時30分 - 9時55分、DJ:慶元まさ美）
- サクサク土曜日 中邨雄二です（ABCラジオ）2013年4月から9時台後半の「Joshinお役立ち劇場」で当社推奨の家電製品を紹介
- よなよな…（ABCラジオ）月曜「森脇さん これ知ってますか？」のコーナーを2015年10月より半年間提供。一旦撤退後、水曜のコーナーを提供。
- PACIFIC OASIS Joshin DISCPIER エンターティンメント・オアシス（FM COCOLO 木曜12時20分 - 12時45分、DJ:カマサミ・コング・小谷真美子）
- 野津山幸宏・葉山翔太 Noplan Night!（ラジオ大阪 土曜23時30分 - 翌0時、2021年4月3日放送分から2022年3月26日放送分まで）
- 〜JK RADIO〜TOKYO UNITED（J-WAVE、2023年4月7日放送分から、金曜10時20分頃『Joshin web shop ONE ON ONE』、ナビゲーター：ジョン・カビラ）

## 関係会社
- 北信越ジョーシン株式会社

新潟地区の店舗を運営してきた新潟ジョーシン株式会社が、北陸地区の店舗を運営してきた三共ジョーシン株式会社を2013年12月に吸収合併し、商号変更。
- 兵庫京都ジョーシン株式会社
- 東海ジョーシン株式会社
- 関東ジョーシン株式会社
- 滋賀ジョーシン株式会社
- 和歌山ジョーシン株式会社
- 中四国ジョーシン株式会社
- ジョーシンサービス株式会社（配達・工事・修理）
- ジョーシンテック株式会社（保険業務）
- ジェー・イー・ネクスト株式会社（ブックオフおよびTSUTAYAのFC運営）
- ジャプロ株式会社
- ジェイ・ホビー株式会社
- J・P・S商事株式会社

## ジョーシン・フランチャイズ・チェーン加盟会社
- 株式会社ムラウチホビー（東京都）
  - ムラウチリフォーム八王子店
- 株式会社三河シーエルイー（愛知県）
  - 安城桜井店
- トヨタ生活協同組合（愛知県）
  - メグリア本店
  - メグリア藤岡店
- あさか電器株式会社（徳島県）
  - ASAKAなると店
  - ASAKAとくしま店

### 過去のFC加盟会社
- 大安
- オオカド
- ニコニコ堂 - かつて熊本県を中心にスーパーマーケットやディスカウントストアを運営していた企業。FC契約を結び家電売り場にジョーシンを導入していた。
- コバヤカワ電器 -（2009年10月FC脱退）
- マルヤマ
- 朋電舎
- 岩崎電器店
- パナピット
- 名古屋HE
- 北電商販 -（岩内店、余市店、北広島店　計3店舗）：2007年12月18日、民事再生法の適用を申請。その後も店舗の運営は継続していたが脱退。
- 丸興デンキランド - オーエムシーカード（現・セディナ）の子会社。上新本体も株式を保有していた。
- サンキュー
- サンワドー - かつてはでんきのセキドとFC契約を結んでいたが、セキドの家電販売撤退に伴い上新電機FCに加盟。
- 舞鶴電気商会 - 京都府北部地域に多店舗展開していたが、2018年に最後の東舞鶴店を閉店し脱退。